# Войтович Юрій Васильович
Юрій Васильович Войтович (нар. 24 серпня 1979, с. Зимна Вода, нині  — Львівський район, Львівська область) — український футболіст. Півзахисник ФК «Львів».

## Життєпис
Вихованець «Ватри» (Зимна Вода), тренер — Василь Федак і СДЮШОР «Карпати» (Львів), тренер — Валерій Гарячий.
Виступав за колективи: «Карпати-2» (Львів), «Динамо» (Львів), «Галичина-Карпати» (Львів), «Торпедо-МАЗ» (Мінськ), «Газовик-Скала» (Стрий), «Спартак» (Івано-Франківськ), ФК «Львів», «Княжа» (Щасливе), «Волинь» (Луцьк), «Арсенал» (Біла Церква), ФК «Суми». З літа 2011 — у «Ниві» (Тернопіль).
На початку 2000-х у різний час перебував на переглядах у «Динамо» (Москва), корейських командах, «Жальгірісі» (Вільнюс).